# Blechnum monomorphum
Blechnum monomorphum är en kambräkenväxtart som beskrevs av Robbin C. Moran, Bao-kun Zhang och Øllg. Blechnum monomorphum ingår i släktet Blechnum och familjen Blechnaceae. Inga underarter finns listade.